# NGC 1365
NGC 1365，是已知的大棒旋星系 ，它位於天爐座，距離大約5,600萬光年，是詹姆士·丹露帕在1826年9月2日發現的。它的核心呈現橢圓形，明顯可見的大小約為長50”，寬40”。
螺旋臂伸展成寬大的曲線，從東西向的核心棒狀結構向南北兩端延伸開來，幾乎成為環形的Z字暈狀。在活躍星系核的中心質量，旋轉的速度接近相對論的極限（無因次量的自旋參數大於0.84）。
在NGC 1365觀測到的超新星有2012fr、2001du、 1983V、和1957C。
在2013年2月，使用NuSTAR衛星的觀測發現NGC 1365的中心是一個超大質量黑洞，測量其質量大約是200萬太陽質量 ，以幾乎接近光速的速度在旋轉。

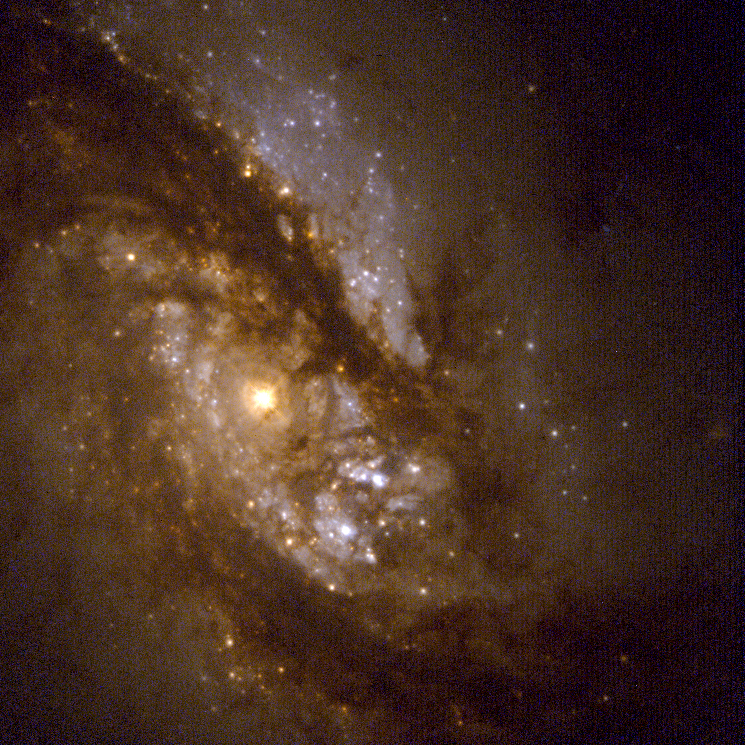
NGC 1365的中心區顯示有塵埃的暗帶。
- 這段錄影顯示在星系中爆炸的超新星迅速的增光和緩慢地趨於黯淡。
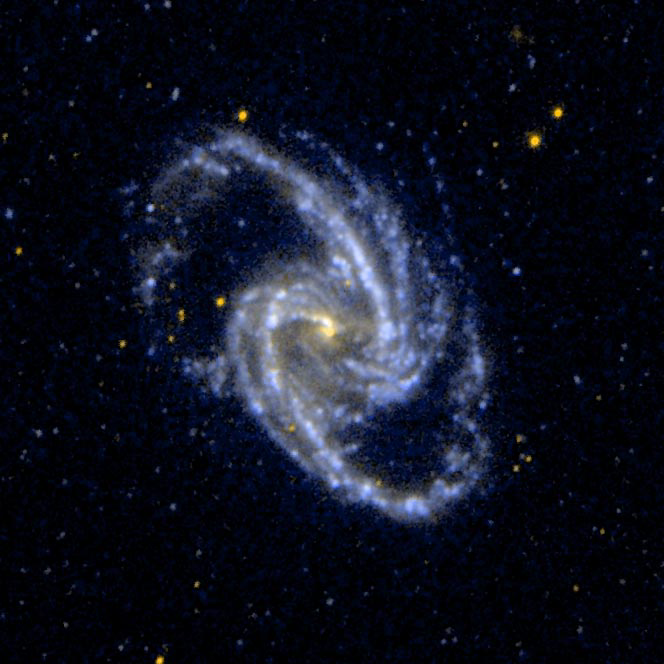
星系演化探測器拍攝的NGC 1365紫外線影像。 Credit: GALEX/NASA.
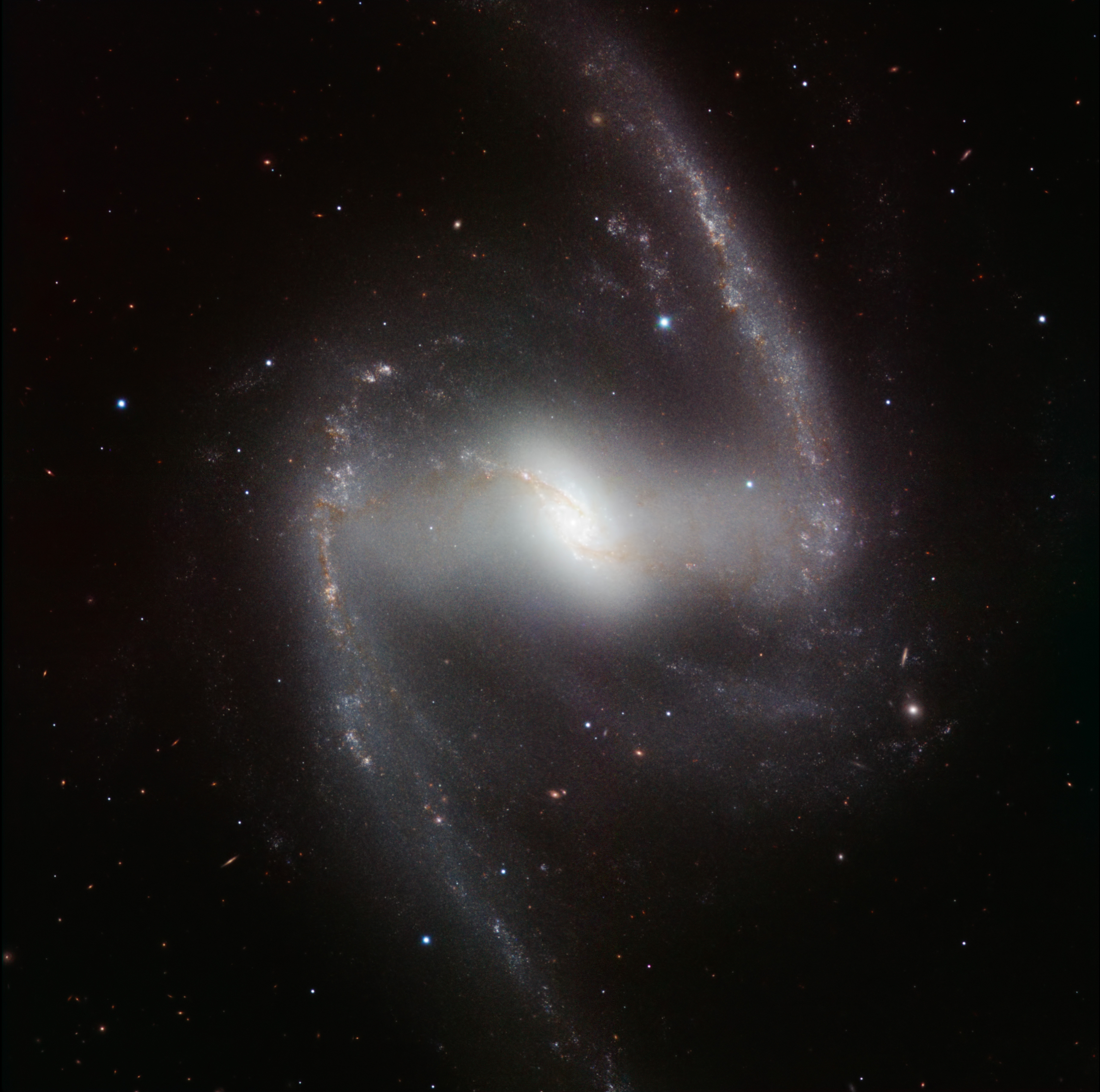
HAWK-I拍攝的NGC 1365棒旋星系的紅外線影像。 Credit: ESO/P. Grosbøl.

## 外部連結
- An Elegant Galaxy in an Unusual Light（页面存档备份，存于） — ESO press release 22 September 2010
- The Great Barred Spiral Galaxy（页面存档备份，存于）
- Fine Details in a Barred Galaxy（页面存档备份，存于） — ESO press release 27 February 1999
- Starry Bulges Yield Secrets to Galaxy Growth（页面存档备份，存于） — Hubble Space Telescope press release October 6, 1999 01:00 PM (EDT)
- Starry bulges yield secrets to galaxy growth（页面存档备份，存于） Lars Lindberg Christensen, ESA/Hubble news release 6 October 1999
- Supermassive Black Hole Spins Super-Fast（页面存档备份，存于） (Release No.: 2013-07 : February 27, 2013)
- NASA's NuSTAR Helps Solve Riddle of Black Hole Spin NuSTAR Feb 27, 2013
- EXTREME X-RAY VARIABILITY AND ABSORPTION IN NGC 1365 （页面存档备份，存于） XMM-Newton
- NGC 1365（页面存档备份，存于） SIMBAD query result 2013.03.06CET06:57:41
- NGC 1365 at Constellation Guide（页面存档备份，存于）